# Amedeo Minghi

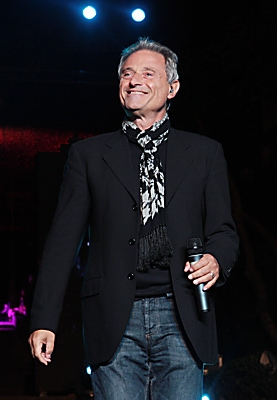
Amedeo Minghi.

Amedeo Minghi (n. Roma, 12 de agosto de 1947), es un cantautor italiano. 

## Biografía
Inicia su carrera artística en 1966, participando en el programa de la RAI, titulado «Scala Reale», participa dos veces en el Festival de San Remo:
- En 1983, con la canción 1950.
- En 1990 con la canción Vattene amore, a dúo con la joven cantante y actriz italiana Mietta.

Entre sus canciones, aparte de Vattene amore, se destacan: Un uomo venuto da lontano (Un hombre venido de lejos), que dedicó al fallecido papa Juan Pablo II, y otras canciones que también grabó en español, como Porque la boca es mía y Cantar es de amor.
Compuso otras canciones para muchos cantantes de su patria, como Mia Martini, Gianni Morandi, Marcella Bella, Anna Oxa, Rita Pavone, etc. 

## Discografía
- Amedeo Minghi (1973)
- Minghi (1980)
- 1950 (1983)
- Quando l'estate verra' (1984)
- Cuori di pace (1986)
- Serenata (1987)
- Le nuvole e la rosa (1988)
- La vita mia (En vivo) (1989)
- Amedeo Minghi in concerto (En vivo) (1990)
- Nene (1991)
- Fantaghiro (Banda sonora) (1991)
- I ricordi del cuore (1992)
- Dallo stadio Olimpico (En vico) (1993)
- Come due soli in cielo (1994)
- Come due soli in cielo "Il racconto" (En vivo) (1995)
- Cantare e' d'Amore (1996)
- Il fantastico mondo di Amedeo Minghi (Banda sonora) (1996)
- Decenni (1998)
- Minghi Studio Collection (1999)
- Minghi Studio Collection (Edición de San Remo) (2000)
- Anita (2000)
- L'altra faccia della luna (2002)
- Su di me (2005)
- Sotto L'Ombrellone (con Lino Banfi)(2005)

- Datos: Q460631
- Multimedia: Amedeo Minghi / Q460631